# ISO 3166-2:MT
ISO 3166-2:MT è la specifica dello standard ISO 3166-2, parte della norma ISO 3166 dell'Organizzazione internazionale per la normazione (ISO), che definisce i codici per i nomi delle principali suddivisioni di Malta (il cui codice ISO 3166-1 alpha-2 è MT).
Attualmente i codici coprono i 68 consigli locali. Iniziano con la sigla MT-, seguita da due cifre (secondo l'ordine alfabetico maltese).

## Codici attuali
I codici e i nomi sono elencati nell'ordine standard ufficiale pubblicato dalla ISO 3166 Maintenance Agency (ISO 3166/MA).
| Codice | Suddivisione      |
| ------ | ----------------- |
| MT-01  | Attard            |
| MT-02  | Balzan            |
| MT-03  | Vittoriosa        |
| MT-04  | Birchircara       |
| MT-05  | Birzebbugia       |
| MT-06  | Cospicua          |
| MT-07  | Dingli            |
| MT-08  | Fgura             |
| MT-09  | Floriana          |
| MT-10  | Fontana           |
| MT-11  | Gudia             |
| MT-12  | Gżira             |
| MT-13  | Ghain Sielem      |
| MT-14  | Għarb             |
| MT-15  | Gargur            |
| MT-16  | Għasri            |
| MT-17  | Għaxaq            |
| MT-18  | Ħamrun            |
| MT-19  | L-Iklin           |
| MT-20  | Senglea           |
| MT-21  | Calcara           |
| MT-22  | Kerċem            |
| MT-23  | Kirkop            |
| MT-24  | Lia               |
| MT-25  | Luqa              |
| MT-26  | Marsa             |
| MT-27  | Marsascala        |
| MT-28  | Marsa Scirocco    |
| MT-29  | Mdina             |
| MT-30  | Melleha           |
| MT-31  | Mġarr             |
| MT-32  | Mosta             |
| MT-33  | Mqabba            |
| MT-34  | Msida             |
| MT-35  | Mtarfa            |
| MT-36  | Munxar            |
| MT-37  | Nadur             |
| MT-38  | Naxxar            |
| MT-39  | Paola             |
| MT-40  | Pembroke          |
| MT-41  | Pietà             |
| MT-42  | Qala              |
| MT-43  | Qormi             |
| MT-44  | Qrendi            |
| MT-45  | Rabat (Gozo)      |
| MT-46  | Rabat (Malta)     |
| MT-47  | Safi              |
| MT-48  | St. Julian's      |
| MT-49  | San Ġwann         |
| MT-50  | San Lorenzo       |
| MT-51  | Baia di San Paolo |
| MT-52  | Sannat            |
| MT-53  | Santa Lucia       |
| MT-54  | Santa Venera      |
| MT-55  | Siġġiewi          |
| MT-56  | Sliema            |
| MT-57  | Swieqi            |
| MT-58  | Ta' Xbiex         |
| MT-59  | Tarxien           |
| MT-60  | La Valletta       |
| MT-61  | Xagħra            |
| MT-62  | Xeuchia           |
| MT-63  | Xgħajra           |
| MT-64  | Zabbar            |
| MT-65  | Żebbuġ (Gozo)     |
| MT-66  | Żebbuġ            |
| MT-67  | Żejtun            |
| MT-68  | Zurrico           |

## Cambiamenti
I seguenti cambiamenti sono stati annunciati nelle newsletter della ISO 3166/MA sin dalla prima pubblicazione della ISO 3166-2 nel 1998:
| Newsletter | Data di pubblicazione | Descrizione del cambiamento                           | Cambiamenti principali                    |
| ---------- | --------------------- | ----------------------------------------------------- | ----------------------------------------- |
| I-9        | 2007-11-28            | Aggiunta di suddivisioni amministrative e loro codici | Suddivisioni aggiunte: 68 consigli locali |